# Charles Itandje
Charles-Hubert Itandje, född den 2 november 1982, är en fransk fotbollsmålvakt som spelar för turkiska Adanaspor. Hans föräldrar är från Kamerun, han spelar därför för Kameruns fotbollslandslag.  Efter att ha representerat franska RC Lens mellan 2001 och 2007 köptes han under sommaren 2007 av engelska Liverpool FC.

## Klubbkarriär
9 augusti 2007 skrev Itandje på för Liverpool efter att managern Rafael Benitez köpt in honom som andramålvakt bakom José Reina. En ny målvakt behövdes i Liverpool då Jerzy Dudek lämnat klubben för Real Madrid och Scott Carson var på väg att lånas ut till Aston Villa hela säsongen 2007/2008 för att få mer speltid.
Itandje debuterade för Liverpool i ligacupmötet med Reading den 25 september, en match Liverpool vann med 4-2, och gjorde sin andra start mot Cardiff, också det i ligacupen. Han spelade ytterligare en match i kvartsfinalmötet mot Chelsea som Liverpool förlorade med 2-0 på Stamford Bridge.
Han debuterade i FA-cupen mot Luton Town på Kenilworth Road i cupens tredje omgång. Efter att matchen slutat 1-1 startade han även i omspelet som Liverpool vann med 5-0 efter ett hattrick av Steven Gerrard och ytterligare mål av Ryan Babel och Sami Hyypiä. 
I april 2009 skapade Itandje rubriker då det uppdagades att han hade skrattat under minnesstunden för Hillsborougholyckan 1989 som hölls under en match 15 april. Klubben lät meddela att de skulle bestraffa Itandje för uppförandet och att de ska försöka göra sig av med honom till sommaren. Itandje bad snart om ursäkt efter att ha blivit bestraffad med två veckors avstängning, men sade bara dagen senare att han inte ser sig ha någon framtid i Liverpool. I augusti samma år blev han utlånad till grekiska Kavala i den grekiska ligans andradivision.
Den 8 december 2010 meddelade Liverpool på sin hemsida att Itandje släppts från sitt kontrakt och att han skrivit på ett 2,5 årskontrakt med grekiska Atromitos FC som gäller från och med 1 januari 2011. Totalt spelade Itandje sju matcher för Liverpool, samtliga i cupsammanhang.

## Landslagskarriär
Efter att ha spelat 5 matcher i U21-landslaget blev han för första gången uttagen i Frankrikes landslagstrupp 2006, dock utan att få debutera.
Itandje debuterade för Kameruns landslag den 23 mars 2013 mot Togo. Han var med i Kameruns trupp vid världsmästerskapet i fotboll 2014.